# Philip Casnoff
 (août 2013).
Si vous disposez d'ouvrages ou d'articles de référence ou si vous connaissez des sites web de qualité traitant du thème abordé ici, merci de compléter l'article en donnant les références utiles à sa vérifiabilité et en les liant à la section « Notes et références ».
Philip Casnoff, né le 3 août 1949 à Philadelphie) est un acteur et réalisateur américain, nommé aux Golden Globes et vainqueur aux Theatre World Awards, connu pour ses rôles dans les séries américaines et à Broadway,,,,.

## Biographie
Il est diplômé de la Central High School en juin 1967 et de la Wesleyan University obtenant son diplôme de fin d'études en 1981. Il est marié avec l'actrice Roxanne Hart depuis 1984. Ils ont deux fils, Alexandre et Macklin. Actuellement, ils résident à Los Angeles.

### Théâtre
Casnoff commence sa carrière en faisant une tournée en 1972-1973 avec la compagnie nationale Godspell où il interprète Jésus et Judas. Il a été auditionné pour le rôle principal en 1976 du spectacle de Broadway Rockabye Hamlet, un opéra-rock de la pièce de théâtre de William Shakespeare, mais la pièce a été annulée après seulement sept représentations.
En 1988, il joue Freddie Trumper, un joueur américain d'échecs arrogant dans la courte production de Broadway, Chess et il reçoit de très bonnes critiques sur sa performance. « Très bon », écrit le New York Post, « fait honneur à son personnage », commente le New York Daily News, « très bon chanteur », mentionne The New Yorker. Il permet à Casnoff de gagner un Theater World Award pour les meilleurs débuts dans une pièce de théâtre.
Casnoff a créé le rôle de John Blackmore (en) dans Shogun: The Musical (1990), basé sur le succès littéraire et le feuilleton télévisé de James Clavell. Durant les répétitions de la pièce, il souffre d'une blessure mineure obtenue en heurtant un décor de la scène, mais il récupère vite et reprend les répétitions après une seule journée d'absence. La production, malheureusement, n'a survécu que pendant douze répétitions et 72 représentations, mais Casnoff a été acclamé par la critique. « Mr. Casnoff a les épaules assez solides pour tenir les rênes d'une production de cette ampleur », écrit Frank Rich dans le New York Times.
Il retourne à Broadway pour jouer Billy Flynn dans Chicago le 15 janvier 2007, succédant à Huey Lewis dans ce rôle et reste dans le show jusqu'au 25 mars 2007.

### Télévision
Le premier grand rôle de Casnoff est celui du méchant Elkanah Bent dans la fresque populaire Nord et Sud en 1985. Il reprend ce personnage dans les deux suites de 1986 et de 1994. En 1992, il a été choisi pour jouer Frank Sinatra dans le téléfilm Sinatra (en). Casnoff rencontre Sinatra pendant le tournage et reçoit une nomination aux Golden Globe pour sa performance.
Il a également joué le criminel russe Nikolaï Stanislofsky dans la série Oz de HBO de 1999 à 2000. En 2000, il rejoint le casting de la série La Vie avant tout en tant que Dr. Robert Jackson, rôle qu'il a interprété pendant cinq saisons jusqu'en 2005. Il a également réalisé un épisode de la série Monk.

## Filmographie

### En tant qu'acteur
- 1978 : Les Évadés de l'espace : Aaron
- 1980 : Gorp : Bergman
- 1980 : Christmas Evil (You Better Watch Out) de Lewis Jackson : Ricardo Bouma
- 1982 : American Playhouse
- 1982 : The Renegades : Dancer
- 1982 : Les Enquêtes de Remington Steele : Ben Pearson
- 1983 : The Hamptons (en) : David Landau
- 1984 : George Washington (en) : Lafayette
- 1984 : ABC Afterschool Specials : Harvey Smith
- 1984 : Histoires de l'autre monde : Chris Wood
- 1984 : The edge of night : Brian Murdock
- 1985 : Harry Fox : le vieux Renard
- 1985-1986 : Nord et Sud : Elkannah Bent
- 1987 : La nuit tombe sur Manhattan (Hands of a Stranger) de Larry Elikann : Marty Loftus
- 1988 : La marque de l'araignée rouge : Det Patrick Shaunessy
- 1990 : On ne vit qu'une fois : Rob Riviera
- 1991 : Ironclads : Lt Guilford
- 1991 : Red wind : Charlie Lapidus
- 1992 : Jersey Girl : Mitchell
- 1992 : Sinatra (en) : Frank Sinatra
- 1994 : Nord et Sud 3 : Elkannah Bent
- 1994 : Innocents et coupables : Detective Battaglia
- 1994 : Escale en enfer : Michael Reddick
- 1994-1995 : Au cœur de l'enquête : Det James Vitelli
- 1995 : Les Sœurs Reed : Jack Chambers
- 1995 : Zoya, les chemins du destin : Simon Hirsch
- 1995 : Chicago Hope - la vie à tout prix : Paul Accosta
- 1996 : Special Report : Journey to mars : Nick Van Pelt
- 1996 : Une nounou d'enfer : Cantor Gary Isaacs
- 1996 : Wings : Eric
- 1996 : Promised Land : Bill Carter
- 1997 : Little girls in little boxes : Greg Radkin
- 1997 : Les Prédateurs : William Cobb
- 1998 : Charme fatal : Richard Davis
- 1998 : Players, les maîtres du jeu : John Fellowes
- 1998 : Tempting fate : Richard Davis
- 1998 : Sans complexes : Kennedy
- 1998 : Caméléon : Cortez
- 1998 : The defenders taking the first : John Walker
- 1998 : Urgences : Dr Dan Litvak
- 1999 : Fantasy Island
- 1999 : Walker Texas Ranger : Danny Rogers
- 1999 : Diagnostic meurtre : Grant Connor
- 2000 : Chicken soup for the soul
- 1999-2000 : Oz : Nikolaï Stanislofsky
- 2000 : Kiss tomorrow goodbye : Mackey
- 2001 : New York, unité spéciale (saison 2, épisode 9) : Ilya Korska
- 2002 : L'Homme du président 2 : mission spéciale : Jack Stanton
- 2002 : Frasier : Dr Bernard Gadston
- 2000 : La Montre à remonter le temps : Al Glasser
- 2002 : New York, police judiciaire (saison 12, épisode 19) : Bill Talbot
- 2000-2005 : La Vie avant tout : Dr Robert Jackson
- 2005 : New York, cour de justice (saison 1, épisode 9) : substitut du procureur Nick Forster
- 2006 : Material Girls : Victor Marchetta
- 2006 : FBI - Portés disparus : Donald Clarence
- 2006 : Numb3rs : Maurice Connors
- 2007 : Preuve à l'appui : Dr Sanchez
- 2008 : Miss Detective - Le prix à payer : Lance Saxon
- 2009-2010 : Dollhouse : Clive Ambrose
- 2010 : Esprits Criminels : James Stanworth
- 2010 : Switchback : Mr Johnson
- 2011 : Los Angeles, police judiciaire (saison 1, épisode 9) : Bo
- 2011 : Court-métrage Grace Face : Steve
- 2011 : Field of Vision : Kenny McFarland
- 2011-2012 : NCIS : Enquêtes spéciales : Sean Latham
- 2012 : Les Experts : Jonah Clyborn
- 2012 : Franklin and Bash : Glenn Friedman
- 2012 : Grey's Anatomy : Dr Mel Bernett
- 2015 : Scream Queens : Steven Munsch (saison 1, épisode 7)
- 2017 : Pentagon Papers (The Post) de Steven Spielberg : Chalmer Roberts
- 2018 : Madam Secretary : Juge Nathan Mayfield épisode: "Family Separation: Part 1"

### En tant que réalisateur
- 2003-2005 : La Vie avant tout : 7 épisodes
- 2005-2006 : Monk : 2 épisodes

### En tant que producteur
- 2010 : Switchback